# Borgo San Lorenzo

Borgo San Lorenzo in der Metropolitanstadt Florenz

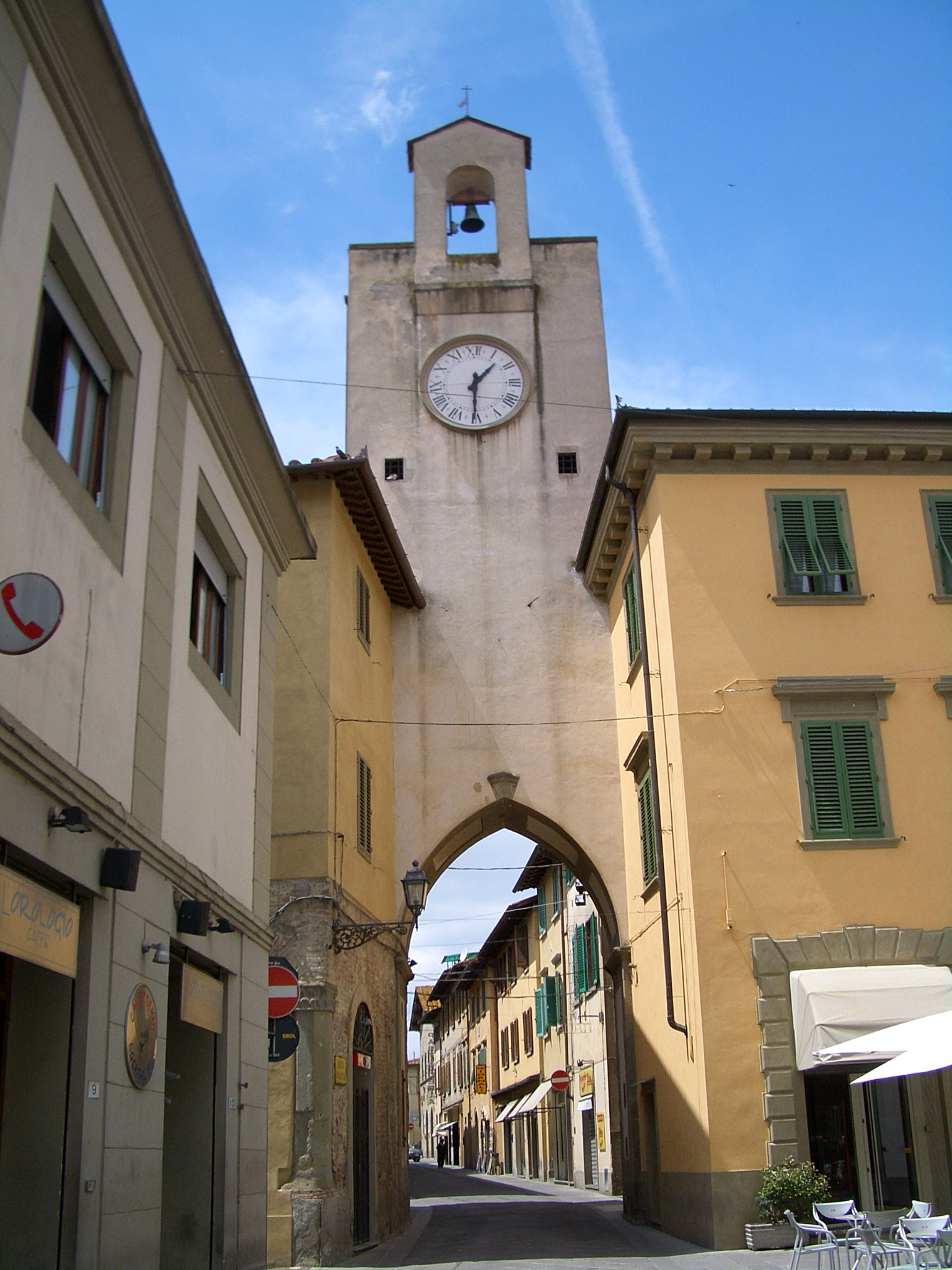
Glockenturm von Borgo San Lorenzo

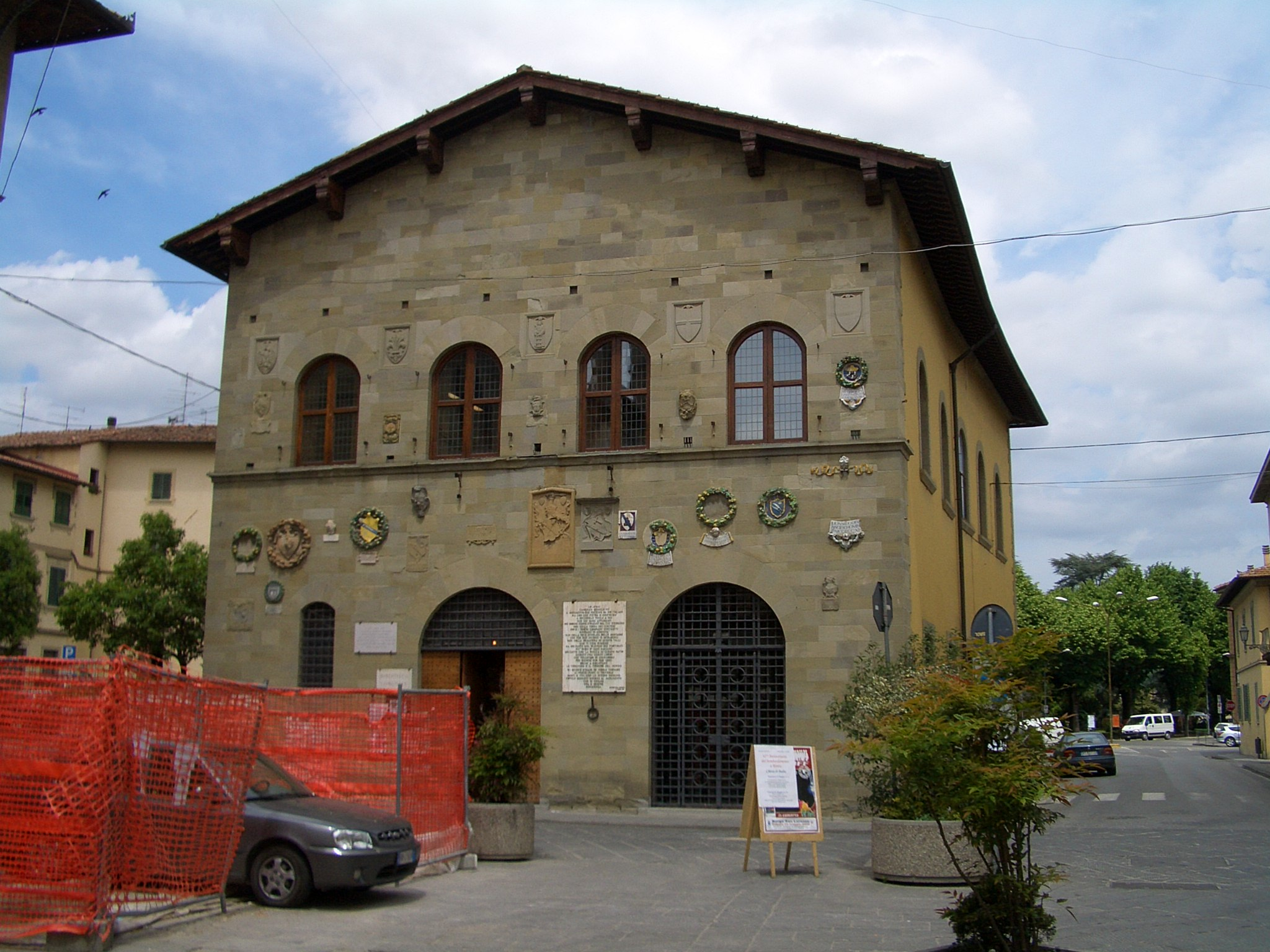
Gemeindebibliothek, ehemals Palazzo del Podestà von Borgo San Lorenzo

Borgo San Lorenzo ist eine italienische Gemeinde mit 18.276 Einwohnern (Stand 31. Dezember 2023) in der Metropolitanstadt Florenz in der Region Toskana.

## Geografie
Die Kleinstadt ist Hauptort des Mugello. Sie liegt in einem Tal am südlichen Hang des Apennins etwa 20 km nordöstlich der Provinz- und Regionalhauptstadt Florenz. Im Ortsteil Casaglia entspringt der Fluss Lamone, der bei Ravenna in die Adria mündet.
Zu den Ortsteilen gehören Arliano, Casaglia, Faltona, Grezzano, Luco di Mugello, Panicaglia, Poggiolo-Salaiole, Polcanto, Rabatta, Razzuolo, Ronta und Sagginale.
Borgo San Lorenzo grenzt an die Gemeinden Fiesole, Firenzuola, Marradi, Palazzuolo sul Senio, Pontassieve, Scarperia e San Piero, Vaglia und Vicchio.

## Sehenswürdigkeiten
- Kloster San Bartolomeo di Buonsollazzo, ehemaliges Kloster
- Der Torre dell’Orologio, Uhr- oder Glockenturm, wurde wahrscheinlich noch vor den Mauern des 14. Jahrhunderts als Teil der Befestigungsanlage der Burg errichtet. Das mechanische Uhrwerk ist voll funktionsfähig. Im 19. Jahrhundert wurde der Durchgang erweitert, nach Erdbeben- und Kriegsschäden 1983–84 eine vollständige Restaurierung durchgeführt.
- Der Palazzo Podestà aus dem 14. Jahrhundert, 1934 umfassend restauriert, beherbergt heute die öffentliche Bibliothek. An der Fassade sind noch einige Wappen florentinischer Familien zu sehen. Im Inneren ein Fresko Madonna mit Kind, Johannes dem Täufer und dem Hl. Laurentius von 1547.

## Söhne und Töchter der Stadt
- Francesco Ubertini (1494–1557), Maler
- Guglielmo Pecori Giraldi (1856–1941), Marschall und Senator
- Luigi Gibezzi (1883–1956), Ingenieur, Fußballspieler und -funktionär
- Giovacchino Forzano (1884–1970), Dramatiker, Librettist, Drehbuchautor und Regisseur
- Emilio Materassi (1894–1928), Automobilrennfahrer
- Domenico Bartolucci (1917–2013), Kirchenmusiker und Kardinal
- Larissa Iapichino (* 2002), Weitspringerin
- Mattia Viti (* 2002), Fußballspieler
- Guido Pini (* 2008), Motorradrennfahrer